# Erika Theron
Erika Theron (née le 17 juin 1907 à Tulbagh, colonie du Cap et morte le 29 aout 1990 au Cap en Afrique du Sud) est une universitaire sud-africaine en sociologie et sciences sociales, une travailleuse sociale qui fut également membre du conseil municipal (1951-1963) et maire (1955-1957) de la ville de Stellenbosch.
Disciple et proche de Maria Elizabeth Rothmann et d'Hendrik Verwoerd, quand il était professeur de sociologie à l'Université de Stellenbosch, elle a été maitre de conférences et professeur de sociologie et de sciences sociales à l'Université de Stellenbosch (1937-1973), la première femme membre du conseil de l'Université de Stellenbosch, la première femme chancelière d'une université sud-africaine (université du Cap-Occidental) en 1978 et l'une des premières femmes maire d'une ville sud-africaine (Stellenbosch). Dans le cadre du comité de suivi des travaux de la fondation Carnegie sur les blancs pauvres, elle a participé durant les années 1930 à la mise en place d'un programme de développement de services sociaux et de bien-être dans le secteur ferroviaire.
Elle fut membre de l'Ossewabrandwag et proche de plusieurs dirigeants du part national.
Après l'avoir soutenu et participé à sa mise en œuvre, elle a critiqué de nombreux aspects de la politique d'apartheid. Au début des années 1970, le Premier ministre John Vorster l'a nomma pour présider une commission d'enquête sur les questions relatives à la communauté coloured. Le rapport de la Commission Theron, publié en 1976, contint un certain nombre de recommandations comme l'abrogation de la loi sur les mariages mixtes et une représentation directe des Coloureds aux différents niveaux de gouvernement. Rejetées par le gouvernement Vorster, les principales recommandations du rapport furent mis en œuvre par le gouvernement suivant de Pieter Botha, notamment avec la mise en place du parlement tricaméral.
Comme de nombreux intellectuels Afrikaners, Erika Theron peut être cataloguée parmi les universitaires que l'historien Hermann Giliomee décrit comme « éblouis par Verwoerd et qui ont cru pendant une décennie avec une certaine ferveur que l'apartheid était la restructuration de l'Afrique du Sud selon une vision de justice: le tout dans une perspective de paix, de progrès et de prospérité durables ». Elle affirmera que son travail au sein de la Commission Theron l'aura fait prendre réellement conscience des conséquences terribles que pouvait avoir l'apartheid sur les populations concernées.

## Origine
Erika Theron est née après la seconde guerre des Boers dans une famille nombreuse afrikaner de Tulbagh dans la colonie du Cap. Son père, Gabriël (Gawie) Theron, était un homme d'affaires, qui avait géré une petite mine de diamants et fait des affaires lucratives avec  la société De Beers Il était devenu un notable local, conseiller municipal et maire de la ville.
Elle est éduquée et instruite en afrikaans, sa langue paternelle, et ne sera jamais vraiment à l'aise en anglais.

## Études
Elle étudie l'allemand et, en 1925, entame des études supérieures en histoire et afrikaans à l'université de Stellenbosch où elle côtoie Geoffrey Cronjé. Elle est diplômée d'un B.A. en 1927 et d'une maîtrise en économie en 1929.
Venant d'une famille très impliquée dans des associations de bienfaisance et de bien-être, Erika Theron est attirée par les sciences sociales et les travaux de la fondation Carnegie sur les blancs pauvres en Afrique du Sud. Elle est alors très proche de Maria Elizabeth Rothmann (MER) qui devint la première de ses deux mentors et avec laquelle elle développera une correspondance intime et régulière et partagera des convictions communes.

### Séjour en Allemagne
De 1930 à 1933, sur les recommandations du professeur Johannes Grosskopf, membre de la Commission Carnegie sur les blancs pauvres et spécialiste des sciences sociales, elle poursuit en Allemagne des études en sciences sociales et sociologie à l'Université de Berlin ainsi qu'à l' Akademie für Soziale Frauenarbeit où elle suit les cours d'Alice Salomon, la fondatrice de l'académie. Si Theron se montre sensible aux revendications du nationalisme allemand et moins réceptible aux idées égalitaristes développées par Salomon, ses convictions féministes antérieures sont néanmoins renforcées par son passage à l'académie. Son séjour en Allemagne va marquer profondément culturellement et historiquement Erika Theron qui dresse de nombreux parallèles entre l'histoire récente allemande et celle des Afrikaners, deux nations vaincues qui ont dû faire face aux Britanniques et ont dû subir l'humiliation des restrictions imposées par les vainqueurs. Elle considère que les Allemands sont aussi des victimes de l'impérialisme britannique et est révulsée par les clauses imposées à l'Allemagne par le traité de Versailles de 1919. Durant son séjour en Allemagne, elle est notamment frappée par les effets de la grande dépression, le déclin de l'économie et ses effets sur la population alors qu'elle travaille au sein d'organisations locales d'aides sociales. Elle est aussi témoin de la fulgurante montée du nazisme et particulièrement troublée de voir plusieurs de ses amis allemands, d'abord hostiles à Hitler, se convertir et développer des sympathies nazies, y compris chez les universitaires les plus brillants. Erika Theron garde de son séjour de 3 ans en Allemagne un attachement profond pour le pays et son peuple qui n'est pas affecté par l'arrivée d'Hitler, au contraire, sentiment qu'elle partagera avec MER mais pas avec son second mentor, Hendrik Verwoerd.

### Le doctorat portant sur le travail des ouvrières en usine
A son retour en Afrique du Sud en 1933, elle est admise à suivre un doctorat en sociologie à l'université de Stellenbosch, qu'elle commence sous la supervision d'Hendrik Verwoerd, qui est alors le chef du nouveau département en sociologie et de sciences sociales de l'université. Sa collaboration avec Verwoerd va être étroite durant 3 ans, notamment au sein du comité chargé du projet des pauvres blancs, jusqu'en 1937, année où Verwoerd déménage à Johannesbourg pour lancer Die Transvaler, l'organe de propagande du parti national purifié au Transvaal. Elle restera en contact toute sa vie avec la famille Verwoerd et sera personnellement profondément affectée en apprenant l'assassinat de Verwoerd en 1966. Bien que, devenue critique et opposante à l'apartheid développé dans les années 1950 et 60 par Verwoerd, Erika Theron continuera jusqu'à sa mort en 1990 à lui témoigner son admiration et sa sympathie et ce, bien qu'il ait « eu tort sur l'apartheid » parce qu'il en aurait mal mesuré les conséquences, le décrivant comme ayant été un homme de conviction, dédié aux Afrikaners, idéaliste et altruiste, qu'il est difficile de comprendre a posteriori.
Sa thèse de doctorat, intitulée Fabriekwerksters in Kaapstad (‘n Sosiologiese Studie van 540 Blanke en Kleurling-Fabriekwerksters) porte sur le travail des femmes blanches et coloureds de la classe ouvrière travaillant dans les usines du Cap, un sujet porteur dans les cercles afrikaners qui s'inquiètent de l'exploitation économique des jeunes femmes afrikaners par des capitalistes anglophones, des conditions de travail (en termes de salaires, de santé, de logements, de loisirs, de familles ou encore d'harcèlements sexuels) mais aussi, contexte sud-africain, des possibilités de mixité raciale avec les populations de couleur. Theron met plusieurs années à terminer sa thèse. En 1934, elle s'interrompt pour travailler au comité national sur les travailleurs pauvres et à son comité de suivi. Elle la termine en 1942 avec O.J.M. Wagner, qui a succédé à Verwoerd en 1937 comme directeur de thèse. Celle-ci est publiée en 1944 par Nasionale Pers. Ce travail aura notamment éveillé son intérêt pour la communauté coloured, ce qui aura des répercussions sur sa carrière ultérieure et en fera une autorité reconnue sur ce sujet.

## Le Volkskongres sur les Blancs pauvres et le comité de suivi
La pauvreté dans des segments de la population blanche est une réalité depuis les débuts de la colonisation européenne de l'Afrique du Sud mais n'est devenue un problème social que depuis la fin du XIXe siècle, aggravé ensuite par la seconde guerre des Boers. Aux confins de l'Afrique du Sud, la différence de niveau de vie entre les différentes communautés raciales était considérée comme naturelle selon le standard politique et intellectuel dominant (que ce soit chez les Britanniques ou les Boers) et partait du principe que la grande majorité des Blancs étaient au sommet de l'échelle sociale. Le fait que de nombreux Blancs soient tombés en dessous des normes communément admises inquiète les milieux politiques, économiques et universitaires pour le maintien du statu quo politique et social. Il leur était inconcevable qu'une minorité importante (en augmentation constante) de Blancs soit plus pauvre que la minorité similaire la plus aisée (ou la moins mal lotie) de personnes de couleur, au risque ainsi de menacer la stabilité raciale du pays (en référence au rôle exemplaire que doit tenir l'homme blanc dit civilisé envers des populations dites non civilisées). De même l'émergence d'une identité de classe sociale commune entre travailleurs blancs et noirs apparait comme un risque pour le patronat minier et pour la classe politique dans le contexte de la montée des idées socialistes et communistes.
De par ses origines familiales et son éducation, Erika Theron était très sensible à la cause des Blancs pauvres, apparemment en constante augmentation depuis la guerre des Boers (ces Blancs pauvres, environ 300 000 étant par ailleurs essentiellement des Afrikaners, sujets souvent aux préjugés et aux dénigrements des Sud-africains anglophones ou britanniques et sujets d'embarras pour les Afrikaners urbains et aisés). En 1933, elle accompagne MER dans les forêts de Knysna pour étudier les conditions de vie des bucherons et autres travailleurs forestiers (blancs et coloureds). En 1934, elle participe, en tant qu'assistante de Verwoerd, à la Conférence nationale (Volkskongres) consacrée à la lutte contre la pauvreté des travailleurs blancs sud-africains qui évalue les travaux de la Commission Carnegie (dont le rapport a été publié en 1932) et aboutira plus tard à la création du département des affaires sociales et au développement de services sociaux et de bien-être en Afrique du Sud. Une conférence nationale où de nombreux organisateurs et intervenants sont des membres de l'Afrikaner Broederbond, associés à la Fédération des organisations culturelles afrikaans ou aux Églises réformées hollandaises. Elle est nommée à plein temps au comité de suivi, dirigeant le secrétariat au Cap, au côté de Verwoerd. Ce dernier est alors vice-président du comité de suivi et très vite il s'impose intellectuellement et prend la direction des travaux face aux autres membres du comité. Durant deux ans, elle s'investit totalement dans les travaux du comité, participant à la mise en place du programme de développement des services sociaux et de bien-être dans le secteur ferroviaire (qu'elle supervisera sur le terrain à partir de 1935). L’ambition de Theron et Verwoerd est alors de créer un grand programme d’aide sociale à partir du programme pilote sur les chemins de fer. Elle assiste également aux réunions avec les représentants de l'État (y compris de niveau ministériel et Premier ministre) au côté de Verwoerd et d'autres membres du Comité exécutif. Elle met alors aussi à profit sur le terrain son expérience de travailleuse sociale auprès des indigents notamment, acquise en Allemagne ou au Cap, pour faire avancer sur le terrain, à Johannesbourg et au Natal, les travaux du comité. Dans la lignée de la logique communautaire et raciale préférentielle, développée alors par les sociologues afrikaners, elle défend le recours à la ségrégation et, quand des situations de mixité raciale sont constatées sur les lieux de travail et de vie des salariés des chemins de fer, elle critique et s'oppose aux droits des personnes de couleur à pouvoir également bénéficier des quelques logements des chemins de fer loués à bas coûts à leurs employés. Elle n'hésite pas aussi à interpeller le ministre des chemins de fer sur la mauvaise qualité desdits logements et de leurs quantités insuffisantes.
Erika Theron considère que les trois années qu'elle passe à travailler étroitement avec Hendrik Verwoerd sur la pauvreté des travailleurs blancs et le développement des politiques de bien-être social, autant en tant que doctorante puis au sein de la conférence nationale et de son comité de suivi, est une période inspirante, cruciale et formatrice de sa vie, de sa carrière professionnelle et de ses méthodes de travail.
Après le départ de Verwoerd de l'université de Stellenbosch et du comité de suivi en 1936, elle continue de travailler avec son successeur tout en restant pleinement impliquée comme chef du projet de développement des services d'actions sociales dans les chemins de fer. Elle démissionne néanmoins du comité de suivi, le 23 décembre 1936 (en 1938, le programme prend fin après que les chemins de fer aient institué leur propre service de la santé et du bien-être) et prend un poste de chargée de cours à l'université de Stellenbosch. Elle prendra soin par la suite de se dissocier des travaux ultérieurs du comité de suivi, auxquels ni elle ni Verwoerd n'auront participé

## Enseignement en sociologie et sciences sociales à l'Université de Stellenbosch
En février 1937, elle est nommée chargée de cours au département de sociologie et de sciences sociales de l'université de Stellenbosch.
En 1943, son doctorat acquis, elle est promue maitre de conférence et en 1955, après moult difficultés, elle crève le plafond de verre et est nommée professeur en sciences sociales au sein de la même université, la première personne à présider cette chaire en Afrique du Sud. À ce poste, elle mène campagne pour que les différences de salaires entre hommes et femmes soient réduits afin d'atteindre une parité salariale à Stellenbosch à l'instar de ce qui est pratiquée dans les universités de langue anglaise (la parité sera atteinte en 1970 mais seulement pour les plus hauts salaires).
A ce poste, elle jouit d'une grande renommée nationale et internationale, contribue au développement de du travail social en Afrique du Sud et est représentante de son pays durant une vingtaine d'années au sein de la International Association of Schools of Social Work (IASSW). Elle sert sa profession avec intégrité et dynamisme mais elle gagne aussi une réputation de « dame de fer » pour être intimidante, voire odieuse avec une langue acérée comme un rasoir. En 1958, elle effectue un voyage d'études aux États-Unis financé par une bourse Carnegie.
Dans ses relations professionnelles, notamment au niveau international, Erika Theron prend rapidement conscience de l’évolution du climat dans les relations entre l’Afrique du Sud et le reste du monde, en particulier à partir des années 1950 mais surtout des années 1960 quand plusieurs pays africains accèdent à l'indépendance et obtiennent la reconnaissance de leurs propres organismes professionnels. La qualité des interventions de Theron, son professionnalisme, son investissement dans les travaux sont notamment soulignés par plusieurs de ses pairs de l'IASSW alors que plusieurs pays veulent exclure l'Afrique du Sud de l'association.
Parallèlement, appliquant une ancienne résolution prise avec Verwoerd quand ils travaillaient ensemble, elle lance en 1965 une revue professionnelle sur le travail social intitulée Social Work/Maatskaplike Werk avec l'aide financière de Sanlam. Destinée à aider au développement du travail social, la revue, bilingue, est un succès, obtient vite la reconnaissance de la profession et finit pas s'autofinancer avec les abonnements et les publicités. Elle en sera le rédacteur en chef durant une vingtaine d'années.
C'est notamment par le biais de cette revue qu'au début des années 1970, Erika Theron s'aventure sur le terrain de la politique raciale de l'Afrique du Sud, alors en plein apartheid. C'est par le biais de ce journal qu'elle s'exprimera souvent ensuite pour critiquer le gouvernement, parfois avec ironie, comme autrefois l'avait fait Verwoerd avec le journal Die Transvaler vis-à-vis du gouvernement de l'époque. Ainsi, soulignant les risques de surpopulation mondiale, elle suggère au gouvernement de s'attacher à améliorer en priorité le niveau de vie des populations de couleurs afin qu'ils aient moins d'enfants, comme cela s'était passé avec les blancs sud-africains.
Après avoir pris sa retraite universitaire en 1973, elle est nommée chancelière de l'Université du Cap-Occidental (1978).

## Commission Theron sur les gens de couleurs
Dans les années 1960, en tant que présidente du Western Cape Regional Welfare Board, elle avait organisé des conférences annuelles sur le bien-être à l’intention des dirigeants coloureds spécialisés dans le travail social. Elle avait notamment joué un rôle déterminant dans la création de l' association professionnelle pour les travailleurs sociaux de la communauté coloured. Elle était connue pour son intérêt envers cette communauté sud-africaine, importante dans la région du Cap. Son activisme reçoit l'attention du gouvernement qui en fait une interlocutrice ou une source reconnue pour gérer les affaires sociales de la communauté coloured. Même si elle ne remettait pas en cause le principe de l'existence d'organismes professionnels racialement ségrégués, et le principe que chaque communauté doit progresser par elle-même avec ses propres ressources et ses propres forces, Theron exerçait toute son influence en faveur du développement de ce type d'association professionnelle, y compris les quelques-unes qui étaient racialement mixtes.
En 1973, elle est nommée par le Premier ministre John Vorster pour diriger la commission d'enquête sur la situation des gens de couleurs. Composée de 18 membres (7 conservateurs, 5 libéraux et 6 représentants de la communauté coloured), la commission rend un rapport 3 ans plus tard (publié le 18 juin 1976) en porte à faux envers les attentes du gouvernement Vorster. Le rapport constate notamment l'échec du conseil représentatif des populations couloureds et préconise la représentation directe des populations coloureds aux divers niveaux du gouvernement et des organes de décisions (intégration raciale). Il recommande également que les associations professionnelles et scientifiques soient libres de s'intégrer racialement entre blancs et coloureds.
En avril 1977, le gouvernement Vorster approuve toutes les recommandations du rapport, notamment celle sur l'intégration des associations professionnelles, à l'exception du point sur l'intégration raciale des populations coloureds au niveau des autorités publiques locales et nationales. Dans une déclaration publique, Theron et de ses collègues de la commission regrettent la position du gouvernement. Au parlement, elle est vivement mise en cause par Vorster.
Ses relations sont meilleures avec Pieter Botha, le successeur de Vorster. P.W. Botha est un représentant de l'aile modérée du parti national. Il entreprend des réformes, notamment dans le secteur minier en mettant fin aux emplois qualifiés réservés aux blancs et en reconnaissant les organisations syndicales non blanches. Toutefois, les demandes de Theron pour une réforme du group Areas Act, une loi qu'elle estime la plus inadaptée, voire cruelle, des lois de l'apartheid, reçoivent une fin de non recevoir de la part de Botha.

## Engagements au niveau politique, institutionnel et local

### Ossewabrandwag
Les nombreuses femmes afrikaner qui ont participé activement au mouvement national afrikaans durant les années 1930 (Mabel Jansen, Mabel Catherine Malherbe) ont souvent été parmi les plus intransigeantes dans leur combat identitaire (alors que Mabel Jansen participait à la fondation du parti national purifié, assurant le leadership au Transvaal avec Johannes Strijdom, son mari restait fidèle au général Hertzog et ralliait le parti uni). Erika Theron elle-même allait longtemps s'impliquer dans les structures de commandement de l'Ossewabrandwag (OB), au côté notamment d'Emeline Steyn du Toit (1898-1997), la plus jeune fille de l'ancien président Martinus Theunis Steyn, y compris quand le mouvement est sur le déclin après la seconde guerre mondiale. Elle y cotoie aussi Maria Elizabeth Rothmann.
Dans son autobiographie, Erika Theron évoque son engagement au sein de l'Ossewabrandwag. Pour elle, tous les Afrikaners, qui étaient contre la guerre, de l'élite afrikaner aux plus modestes d'entre eux, étaient membres de l'OB. Il y avait un grand enthousiasme et elle reconnait une naïveté collective d'avoir penser qu'une victoire allemande leur permettrait d'obtenir leur république. Elle avait commencé avec le grade de caporal au sein du mouvement et avait 10 femmes sous ses ordres Elle atteindra celui de général.

### Le SABRA
En 1948, Erika Theron rejoint le  South African Bureau of Racial Affairs (SABRA ou bureau sud-africain des affaires raciales), situé à Stellenbosch et dont elle sera vice-présidente. Le SABRA, avait été créé pour étudier, proposer et promouvoir l'apartheid. Dans l'optique de ces membres, qui sont les plus idéalistes, si les communautés noires sont privées de leurs droits dans les zones désignées blanches ou dans les zones désignées colorées, c'est pour les encourager à créer leurs propres communautés nationales viables dans leurs propres zones réservées où ils jouiraient des mêmes droits que ceux réservés aux autres groupes de leur région. Theron est alors à ranger dans cette catégorie d'idéalistes partisans de l'apartheid. Ayant essentiellement vécu autour de la péninsule du Cap et du Boland, elle a en fait une vue étroite de la situation générale de l'Afrique du Sud. Ayant grandi dans une région qui comptait assez peu de population noire (majoritairement des blancs et des couloureds), elle est inquiète à la fois de la faiblesse numérique générale de la population afrikaner en Afrique du Sud mais aussi de l'afflux des populations noires dans les nouvelles régions industrialisées, et plus particulièrement dans le Boland (région de Stellenbosch) où elle estime qu'ils n'ont aucune place légitime. Elle est aussi toujours marquée par la philosophie de Johann Gottlieb Fichte étudiée durant ses études à l'étranger, par une vision romantique du nationalisme allemand d'avant-guerre qu'elle identifie à celui des Afrikaners envers leur nation et face à l'impérialisme britannique, par sa longue appartenance à l'Ossewabrandwag et par les idées des cercles nationalistes et universitaires dans lesquels elle évolue.

### Conseillère municipale et maire de Stellenbosch
Erika est membre du conseil municipal de Stellenbosch de 1951 à 1963. Sa plus importante et reconnaissable contribution dans ces fonctions sera la préservation et le développement des atouts historiques et naturels de la ville.
Elle est élue, sans opposition, en juin 1951 au conseil municipal après avoir été candidate d'une association civique de contribuables sur un programme visant à développer le caractère résidentiel et éducatif de Stellenbosch et à s'opposer à toute forme d'industrialisation qui aurait un impact sur les caractéristiques historiques et universitaires de la ville ainsi que sur son environnement naturel et ses paysages. En 1952, elle s'oppose sans succès avec quelques conseillers municipaux à l'élection de G.P. Blake, un industriel, au poste de maire. Lors des élections municipales de septembre 1954, elle mène campagne pour l'association civique des contribuables avec le soutien d'Eikestadnuus, le journal local de Stellenbosch (dont elle détient 40% des parts sociales). L'élection est un succès. Theron est la 2e candidate à remporter le plus grand nombre de voix et 10 des 12 candidats de l'Association civique sont élus au conseil. Si le poste de maire (reconductible annuellement) est remporté par John Collins, elle est élue maire-adjointe, la première femme à occuper ce poste à Stellenbosch. L'année suivante, en 1955, elle est élue maire de Stellenbosch, devenant la première femme maire de Stellenbosch, et est réélue en 1956.
Durant ses mandats, elle (et le conseil municipal) fait notamment appliquer rigoureusement et intégralement les lois d'apartheid, notamment en matière de résidences séparées et de lutte contre les flux des travailleurs migrants noirs. Son intention est d'agir de manière décisive pour mettre en œuvre l'apartheid au niveau municipal en réduisant ou en dissuadant le recours à la main d’œuvre noire, en favorisant ou en incitant, à la place, l'emploi de coloureds et en empêchant l'extension du petit township noir de Kaya Mandi, notamment en y limitant les constructions autorisées. Finalement, elle fait face à des demandes contradictoires de la population blanche (demande constante de main d’œuvre à bas couts), y compris de l'ancien Premier ministre Daniel François Malan qui demande et obtient, pour son domestique noir et son épouse, des exemptions à la politique d'apartheid pour qu'ils puissent résider en zone blanche. Elle doit faire face corrélativement à un mécontentement et une radicalisation des résidents noirs (leur nombre continue d'augmenter malgré les politiques de contrôle des flux), dont certains rejoignent les mouvements panafricanistes ou participent aux diverses manifestations anti-apartheid. Concernant les coloureds, dans le cadre de la mise en œuvre du group Areas Act, et sur la recommandation des urbanistes, sa proposition de concentrer les quartiers désignés pour la population coloured dans une vaste zone au nord de la ville de Stellenbosch à proximité d'une vallée agréable se heurte à une forte opposition locale mais aussi régionale. Après presque une dizaine d'années de discussions, le ministre Pieter Botha, chargé du développement communautaire, tranche en faveur d'une solution différente et moins ambitieuse pour la population coloured qui ne peut alors voir que sa situation continuer de se détériorer en termes de logement disponible, au grand dam de ce que souhaitait Theron. Si, durant ses mandats, elle a bien consacré une grande partie de son énergie à vouloir améliorer la situation de la communauté colored de Stellenbosch, elle n'a pas atteint les objectifs qu'elle s'était fixée, notamment du fait de la réalité de l'apartheid quand il doit être mis en œuvre, de lourdeur bureaucratique et de divers intérêts divergents au sein de la communauté de Stellenbosch.

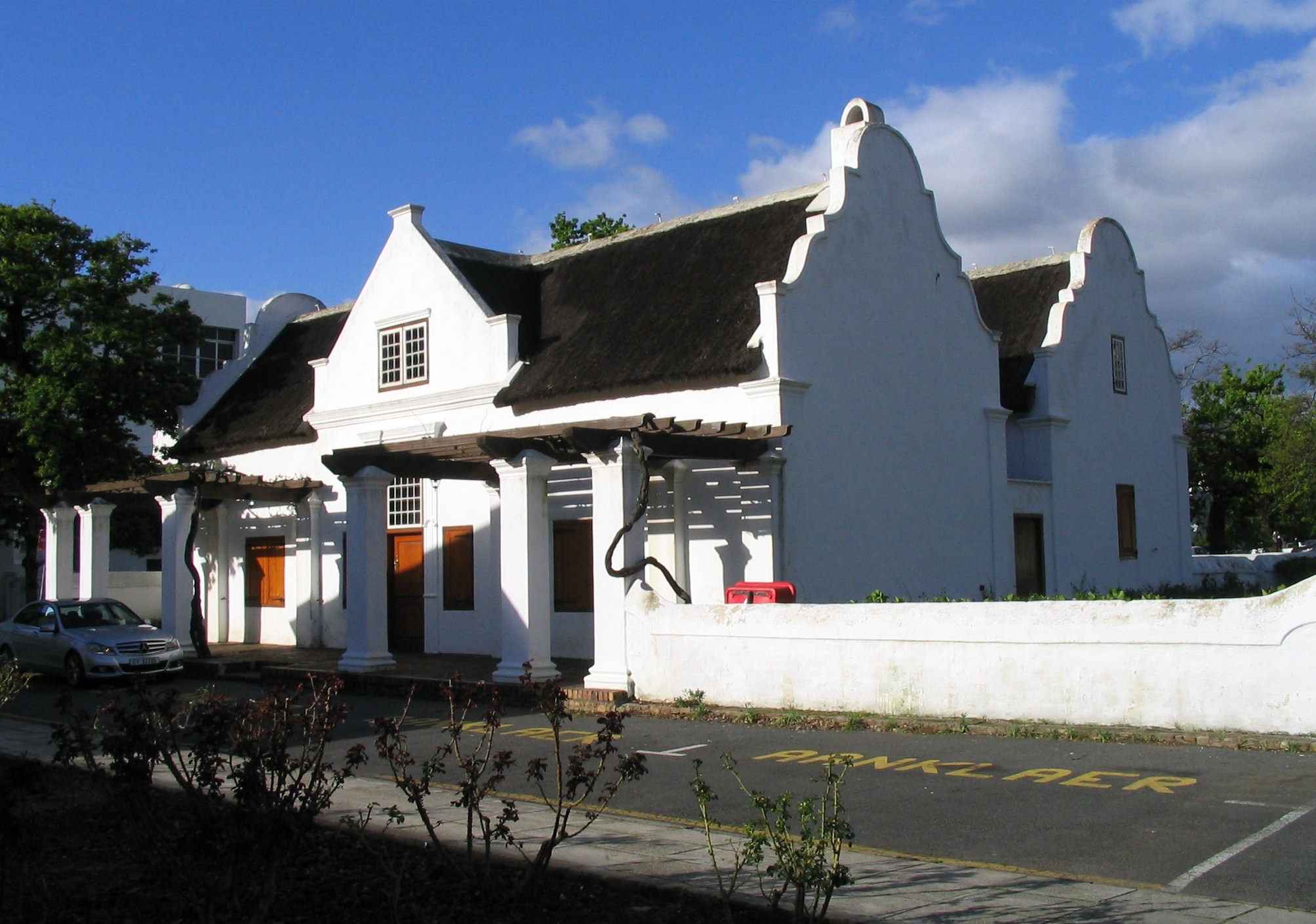
Ou Burgerhuis est l'un des édifices historiques de Stellenbosch dont la sauvegarde et la restauration est imposé au conseil municipal par Theron et ses partisans avec le soutien du gouvernement. Le ministre Paul Sauer procédera, en 1960, à l'inauguration du bâtiment restauré

Sa plus grande réussite dans ses fonctions de conseiller municipal et de maire, ainsi que son leg durable à la ville, est finalement son combat personnel pour préserver et restaurer les bâtiments et maisons du centre historique de Stellenbosch, notamment autour de dorp street et du braak (le grand square central), le développement d'un urbanisme architectural cohérent et harmonieux, avec l'aide notable et indispensable d'un petit groupe d'élus, défenseurs de l'environnement comme François Smuts et Walter Blersch. Cette réussite contribuera au développement touristique de la ville.

### Le parti national et l'apartheid
Erika Theron, marquée et impliquée dans le nationalisme afrikaner des années 1920 et des années 1930, est elle-même à la base une sympathisante du parti national et lui est fidèle lors de la scission de 1934 et de la création du parti national dit purifié (appellation commune qui ne sera jamais officialisée dans les statuts du parti).
Elle en vient cependant dans les années 70 à critiquer de plus en plus la politique de son parti vis-à-vis des coloureds et en vient à remettre en question la viabilité de l'apartheid d'un point de vue pratique, économique et moral. Elle acte notamment de l'échec de celui-ci à freiner sinon à organiser l'urbanisation des populations noires dans toutes les régions d'Afrique du Sud ainsi que la détérioration des relations raciales entre les Blancs et les autres groupes de population. Elle s'engage ainsi dans la deuxième partie des années 70, contre le Immorality Act and the Prohibition of Mixed Marriages (abrogé en 1985) et contre le Group Areas Act, une loi fondamentale de l'apartheid. Elle cesse finalement de payer sa cotisation annuelle au parti national en 1986 mais refuse de se présenter aux élections sous les couleurs de l'opposition.

## Décès
Erika Theron meurt le 29 août 1990 et est incinérée. Ses cendres sont inhumées au cimetière de Tulbagh près de la dépouille de sa sœur, Daisy.

## Reconnaissances et prix
- Médaille d'honneur pour l'avancement du travail social, Académie des sciences et des arts, 1972
- Docteur honoris causa de l'université de Port Elizabeth, 1976
- Journaliste de l'année, Société des journalistes, 1977
- Prix de la Fondation Claude Harris, 1981
- Prix d'honneur, Conseil fédéral des femmes (Federale Vroueraad), 1983

## Publications
- Fabriekswerksters in Kaapstad, thèse, De Nasionale Pers, 1944
- Vrouevolksdiens: Die Werk van die Afrikaanse Christelike Vrouevereniging (co-auteur H.C. Lambrechts), Haum, 1960
- Die Kleurligbevolking Van Suid-Afrika, UiversiteitsUitgewers En Boekhandelaars, 1964
- H. F. Verwoerd as welsynbeplanner, 1932-1936, Universiteitsuitgewers en-boek-handelaar, 1970
- Kortbegrip van die Theron-verslag, Tafelberg, 1977
- Sonder hoed of handskoen, Tafelberg, 1983

## Sources